# Dita ippocratiche

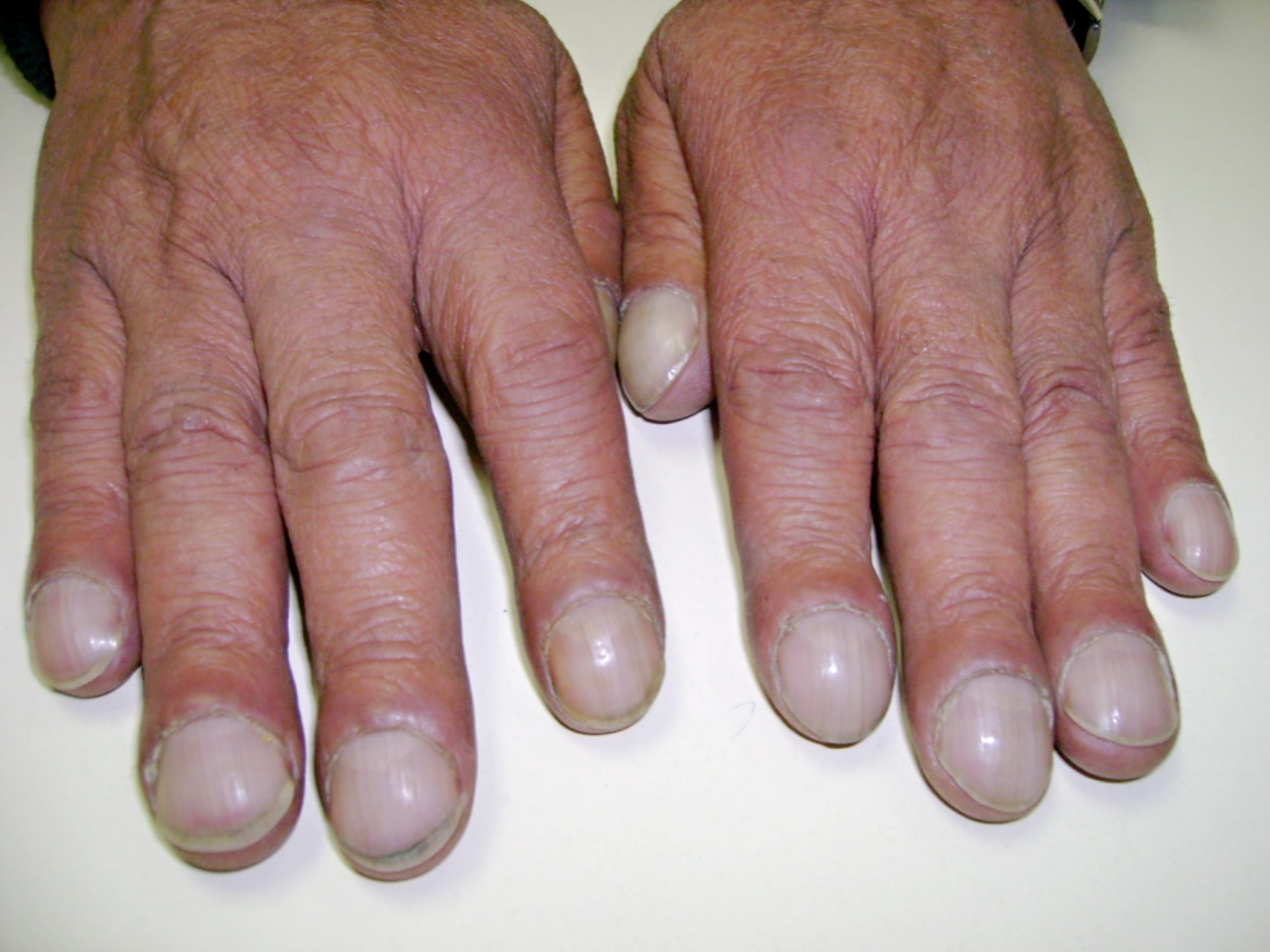
Dita ippocratiche

L'ippocratismo digitale, o la manifestazione delle cosiddette dita ippocratiche, a bacchetta di tamburo o a vetrino di orologio, consiste nell'ingrossamento dell'ultima falange con unghie conferendo un tipico aspetto a vetrino d'orologio.
Il nome deriva dal padre della medicina Ippocrate che per primo descrisse la patologia. In lingua inglese il segno è detto anche nail clubbing o digital clubbing.

## Descrizione ed anatomia patologica
Si tratta di una deformazione ossea progressiva che si presenta in numerose malattie croniche. Si può anche osservare nei forti fumatori senza che sia necessariamente presente una malattia sottostante, anche se questa nota anamnestica impone una indagine in questo senso. Può essere presente dolorabilità e talora versamento sinoviale a livello delle anche, dei polsi e delle ginocchia.
Le anomalie ossee sono la periostite seguita da neoformazione ossea, e l'ispessimento della corticale ossea con proliferazione del tessuto connettivo vicino, che determina l'aspetto classico ungueale ed è responsabile dell'aspetto spugnoso delle unghie stesse. Questo è chiaramente visibile apponendo le due superfici ungueali dei pollici una di fronte all'altra, con l'articolazione interfalangea distale a contatto: fisiologicamente rimane una losanga libera tra i due, ma in caso di ippocratismo digitale questa scompare per la proliferazione ossea ed il ricurvamento dell'unghia.

## Eziopatogenesi
Raramente affezione primitiva, è più spesso secondaria a infezioni polmonari, cardiopatie congestizie, e soprattutto a neoplasie polmonari, nelle quali è presente nel 10% dei soggetti. Le dita ippocratiche sono un segno che può essere associato a:
- malattie polmonari (carcinoma a grandi cellule, interstiziopatia polmonare, tubercolosi, malattie polmonari suppurative - ascesso polmonare, empiema, bronchiectasia, fibrosi cistica, mesotelioma, ecc.);
- malattie cardiache (shunt con ipossia cronica (cianosi centrale), cardiopatia congenita cianogena, endocardite batterica subacuta, mixoma atriale, ecc.);
- gastrointestinali ed epatobiliari (sindrome da malassorbimento, malattia di Crohn, rettocolite ulcerosa, cirrosi biliare primitiva, sindrome epatopolmonare, abuso di lassativi, poliposi, carcinoma esofageo, ecc.);
- ipertiroidismo;
- forme familiari di clubbing e pseudoclubbing (spesso in soggetti di origine africana);
- anomalie vascolari del braccio colpito (ad es. aneurisma dell'arteria ascellare);
- timoma;
- talassemia.

Attualmente non è conosciuta con esattezza la patogenesi, ma un'ipotesi molto interessante riguarda il ruolo dei megacariociti. Questi precursori, in minima parte, riuscirebbero ad evadere dal midollo osseo, ma rimarrebbero incuneati nei capillari polmonari e quivi andrebbero incontro a morte fisiologicamente. Siccome molte malattie che causano ippocratismo hanno natura o cardiopolmonare od ematologica, è lecito supporre un danno a questo livello oppure shunt tra i due circoli; ciò liberebbe megacariociti a livello del circolo sistemico e li farebbe depositare nelle falangi, ove liberano VEGF e PDGF, fattori in grado di stimolare sia l'angiogenesi che la proliferazione del connettivo.

## Terapia
Il trattamento è quello della malattia sottostante, dove possibile. È importante anche il ricorso alla terapia del dolore, qualora il quadro sintomatologico ne richieda l'utilizzo.